# Witaszyce (stacja kolejowa)
Witaszyce – stacja kolejowa w Witaszycach, w województwie wielkopolskim, w Polsce. Według klasyfikacji PKP ma kategorię dworca regionalnego.

## Ruch pasażerski
| Rok  | Wymiana pasażerska na dobę |
| ---- | -------------------------- |
| 2017 | 100-149                    |
| 2022 | 150-199                    |